# Barbette (Trapezkünstler)

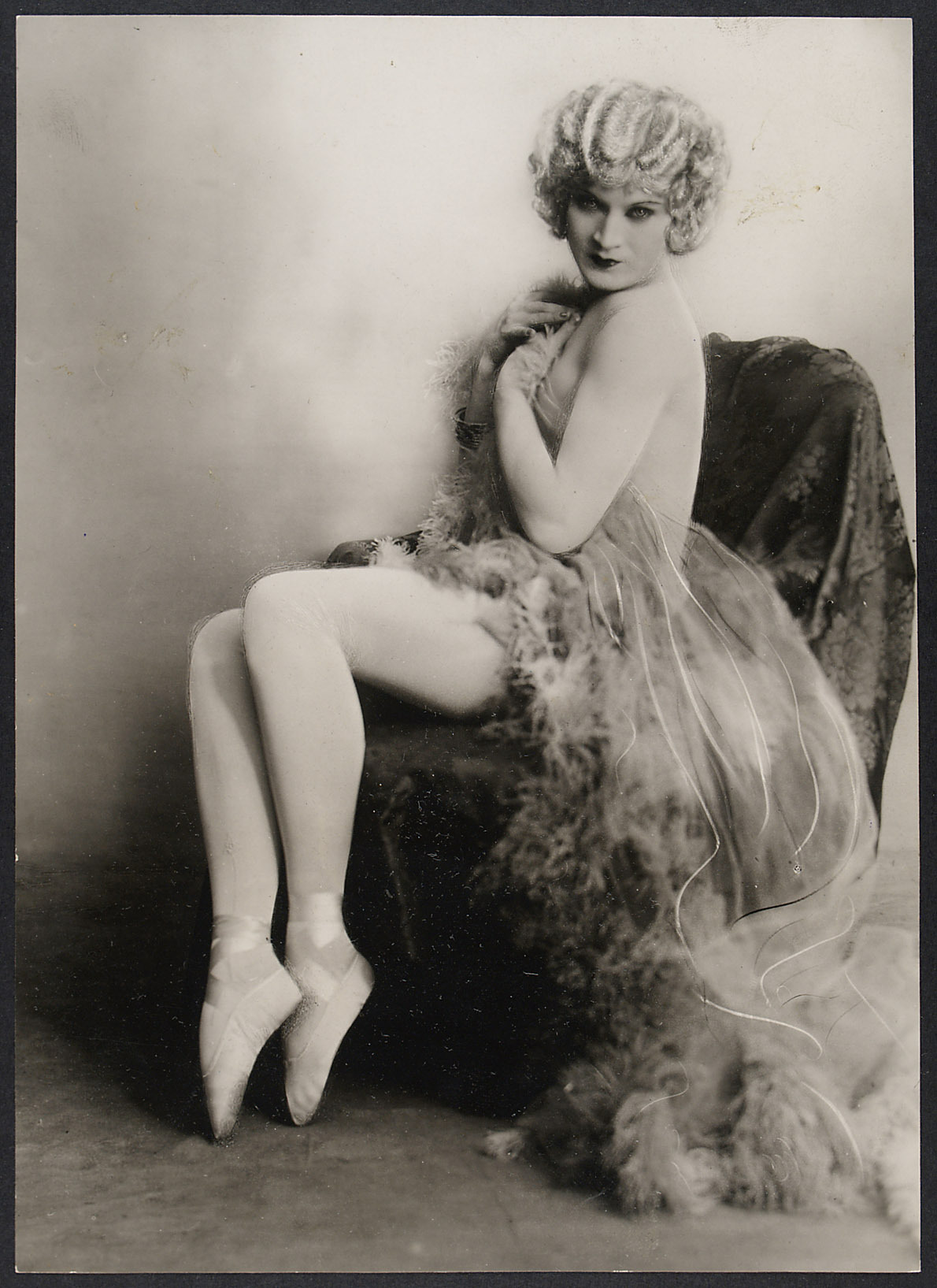
Barbette in Wien, 1926
Foto: Wilhelm Willinger

Barbette (eigentl. Vander Clyde, * 19. Dezember 1899 in Round Rock, Texas, USA; † 5. August 1973 in Austin, Texas, USA) war ein US-amerikanischer Trapezkünstler im Zirkus.
Bereits als Teenager schloss er sich einem Zirkus an und erlernte die Kunst der Trapezartistik und des Drahtseilaktes. Als Mädchen verkleidet trat er gemeinsam mit einem anderen Mädchen als „Zwillingspaar“ auf. Nach dem Tod der Partnerin machte er weiter als Travestie-Soloakt. Mitte der 1920er Jahre kam er nach Europa und hatte auch hier außerordentlichen Erfolg. Er war befreundet mit Jean Cocteau, der ihm ein Essay widmete. Für ihn ist Barbettes Darbietung „ein wahres Meisterwerk der Pantomime: All die Frauen, die er genau beobachtet hat, fasst er darin parodierend zusammen und wird selbst zum Musterbild einer Frau, demgegenüber die hübschesten Mädchen, die vor und nach ihm auf dem Programm stehen, verblassen. Denn vergessen Sie nicht, wir befinden uns in jenem magischen Licht des Theaters, in jener Welt der Falltüren und doppelten Böden, wo das Wahre seine Geltung verliert [...].“ In dieser Zeit entstanden zahlreiche Fotos, die der Fotograf Man Ray von ihm anfertigte. Während seines Auftritts im November 1926 in Wien wurde er in den Ateliers d’Ora Benda und Wilhelm Willinger fotografiert.
In den 1930er Jahren stürzte er schwer vom Trapez und kehrte zurück in die USA. Die Verletzungen führten dazu, dass er 1938 seine Karriere als Artist beendete.